# شورشگری
شورشگری یا طغیان(به انگلیسی: insurgency) جنبشی سازمان‌یافته علیه قدرت حاکم است (مثلاً طغیان علیه قدرت حاکم که توسط سازمان ملل به‌رسمیت شناخته شده‌است) زمانی که افراد در یک طغیان شرکت می‌کنند به عنوان متخاصم شناخته نمی‌شوند.طغیان می‌تواند جنگ با نیروهای ضدطغیانباشد و همچنین ممکن است که با اقدامات حفاظت از جمعیت مورد مخالف قرار گیرد و انواع مختلف اقدامات سیاسی و اقتصادی با هدف تضعیف ادعاهای طغیانگرانتوسط رژیم حاکم باشد. ماهیت طغیان یک مفهوم مبهم است.
موارد متعددی از طغیان‌های غیر خشونت‌آمیز، با استفاده از ایستادگی مدنی مانند انقلاب مردمی فیلیپین در دهه ۱۹۸۰ که رئیس‌جمهور مارکوس را از قدرت ساقط کرد و انقلاب ۲۰۱۱ مصر. جایی که طغیان شکل مسلحانه به خود می‌گیرد، اگر دولت متجاوز در مقابل یک یا چند مقام عالی‌رتبه دولتی و نیروهای طغیانگر باشد به آن طغیان گفته نمی‌شود. به عنوان مثال، در خلال جنگ‌های داخلی آمریکا، ایالات مؤتلفه آمریکا به عنوان یک کشور با رسمیت محدود شناخته نشد بلکه تنها به عنوان یک قدرت متخاصم شناخته شد؛ بنابراین، به کشتی‌های جنگی کنفدراسیون همان حقوقی داده شد که سایر کشتی‌های جنگی ایالات متحده در بندرهای خارجی از آن برخوردار بودند.
وقتی استفاده از طغیان برای توصیف غیرقانونی بودن جنبشی بکار گرفته می‌شود، به دلیل نبود مجوز در تطابق با قانون، استفاده از آن خنثی است. به‌هرحال، هنگامی‌که طغیان توسط یک دولت یا هر مرجع دیگر تحت تهدید مورد استفاده قرار می‌گیرد طغیان اغلب دارای یک معنای ضمنی است که هدف طغیان یک هدف نامشروع است درحالی‌که آن‌هایی که قیام کرده‌اند با مقاماتی مواجه می‌شوند که خودشان نامشروع می‌باشند. در آثار نوشته شده سال‌های دهه شصت، نقدهای گسترده‌ای حول ایده‌ها و اقدامات دربارهٔ طغیان شروع به شکل‌گیری نمود؛ آن‌ها هنوز هم در مطالعات اخیر رایج هستند.
گاهی ممکن است یک یا چند طغیان همزمان (چند قطبی) در یک کشوری بوقوع بپیوندد. طغیان عراق نمونه ای است که یک دولت رسمی در مقابل چندین گروه طغیانگر قرار گرفته‌است. دیگر طغیان‌های تاریخی مانند جنگ داخلی روسیه، نمونه‌های چند قطبی هستند و نه جنبش‌های جدائی طلبی که نمونه‌های ساده ساختگی طغیان برای هر دو طرف محسوب شود.
در خلال جنگ داخلی آنگولا، دو طرف اصلی وجود داشتند: جنبش خلق برای آزادی آنگولا-حزب کار (MPLA) و یونیتا (UNITA). در همان زمان، یک جنبش جدائی طلب دیگری برای استقلال استان کابیندا وجود داشت که توسط اف ال ای سی رهبری می‌شد. چند قطبی تعریفی از طغیان است که در آن شرایط هیچ قدرت حاکمی وجود نداشته‌است، مانند جنگ داخلی سومالی، به خصوص دوره ای از سال‌های ۱۹۹۸ تا ۲۰۰۶، گسترش می‌دهد، جایی که آن را به کشورهای کوچکتر شبه خودمختار تقسیم می‌کند و در حال جنگ با یکدیگر برای تغییر متحدینشان هستند.

## تعریف
طغیان علیه مرجع حاکم به‌رسمیت شناخته شده توسط سازمان ملل متحد است و کسانی که در طغیان دخیل هستند به عنوان متخاصم شناخته نمی‌شوند.
هنگامی که طغیان ـ به دلیل عدم تطابق با قانون ـ مجاز شناخته نشده و به عنوان توصیف غیرقانونی بودن یک جنبش بکار گرفته می‌شود استفاده خنثی دارد. بهر صورت طغیان توسط یک قدرت حاکم به عنوان یک تهدید نگریسته می‌شود، طغیان خیلی اوقات چنین مفهومی در خود دارد که هدف طغیانگران نامشروع است.
استفاده از واژه طغیان، انگیزه سیاسی کسانی را به‌رسمیت می‌شناسد که در یک طغیان مشارکت دارند اما اصطلاح «یاغی گری» به هیچ انگیزه سیاسی دلالت ندارد. اگر هر طغیانگر حمایت کمی به‌همراه داشته باشد (بعنوان مثال، آن‌هایی که به‌دلیل تسلیم شدن همپیمانان خود به مقاومت جهت پایان دادن به منازعات مسلحانه ادامه می‌دهند)، چنین مقاومتی ممکن است که به عنوان یاغیگری توصیف شود و آن‌هایی هم که در آن طغیان شرکت دارند به عنوان یاغی تلقی می‌گردند.
تشخیص اینکه یک قیام، طغیان است یا یاغی گری، مانند سایر مناطق تحت پوشش قوانین بین‌المللی توافق شده جنگ، به دو دلیل، به روشنی مدون نشده‌است. اول اینکه قوانین بین‌المللی به‌طور سنتی به موضوعاتی که صرفاً امور داخلی حاکمیت‌ها هستند ورود نمی‌کند، اما تحولات اخیر مانند مسئولیت جهت حفاظت، شروع به تضعیف این دیدگاه سنتی نموده‌است. دوم این که در کنفرانس۱۸۹۹ لاهه، میان قدرت‌های بزرگ که فرانک تیرئورز را بعد از دستگیری، به عنوان مبارزان غیرقانونی در معرض اعدام قرار دادند اختلاف نظر وجود داشت. ایالت‌های کوچکتر از آن‌ها به عنوان مبارزان قانونی حمایت می‌کردند.
این اختلاف سبب شد که یک عبارت مصالحه در کنوانسیون‌های ۱۸۹۹ و ۱۹۰۷ لاهه که توسط مارتنس کلاوس، دیپلماتی که این بند را پیش‌نویس کرده بود، شامل می‌شود.

### کنوانسیون سوم ژنو
کنوانسیون سوم ژنو، مانند سایر کنوانسیون‌های دیگر ژنو، به درگیری بین کشورها می‌پردازد و تنها به صورت بی‌قاعده ای نیروهای نامنظم را مخاطب قرار می‌دهد:
اعضای سایر شبه نظامیان و اعضای سایر گروه‌های داوطلب، از جمله جنبش‌های مقاومت سازمان یافته، وابسته به یک طرف جنگ که در قلمرو خود یا در خارج از آن عمل می‌کنند، حتی اگر این قلمرو اشغال شده باشد، میلیشیاها یا گروه‌های داوطلب شامل جنبش‌های مقاومت سازمان یافته باشند، تأمین می‌باشند …

### تعریف وزارت دفاع آمریکا
وزارت دفاع ایالات متحده آمریکا (DOD) آن را اینگونه تعریف می‌کند: «یک جنبش سازمان یافته با هدف سرنگونی یک حکومت قانونی از طریق براندازی و مبارزه مسلحانه می‌باشد.» دستور رزمی مبارزه با شورش ایالات متحده
این تعریف، اخلاقیات درگیری یا دیدگاه‌های مختلف دولت و طغیانگران را در نظر نمی‌گیرد. این بیشتر بر جنبه‌های عملیاتی انواع اقداماتی که توسط طغیانگران و نیروهای ضدطغیان اتخاذ می‌شود، متمرکز شده‌است.
تعریف وزارت دفاع امریکا(DOD) روی خشونت بکار گرفته شده (غیرقانونی)، نسبت به اهداف مشخص (سیاسی، مذهبی یا ایدئولوژیک) متمرکز شده‌است. این توصیفات نمی‌تواند به بحث نسبیت اخلاقی پاسخ دهد که «کاراکتر تروریستی یک فرد کاراکتر آزادی‌خواهی فردی دیگر است.»
در اصل، مادامیکه خشونت ممکن است طبق قانون جرم، «غیرقانونی» باشد، مخالفت با یک تعریف مناسب از سوی کسانی که قانون را اعمال می‌کنند، هدف آنان بشمار می‌رود و ممکن است که در نگاه ناظرین بیطرف، موضوع مثبتی نشان داده شود. ــ مایکل اف موریس